# 攸国
攸国是中国商朝晚期时位于今河南省永城市南部和安徽省宿州市西北一带的诸侯国，最初由商王武丁分封其子“子攸”于此。攸国是殷商向东南方向扩张的前沿阵地。《孟子·滕文公下》引用《尚书·武臣》：“有攸不惟臣，东征，绥厥士女”，商朝晚期的甲骨文和金文中都有攸国之名。商王曾报祭已死的攸国国君，证明双方关系密切。帝乙、帝辛时期，攸国国君攸侯喜经常配合商王一同讨伐人方。商周之际攸国被周人所灭，遗族成为殷民六族中的条氏。

## 已知的历代君主
(世系不完整)
- 攸侯子攸
- 攸侯子唐
- 攸侯子吉（甲骨文原字难认，暂作“吉”）
- 攸侯子喜